# اوپوچکا
شهر اوپوچکا (به روسی: Опочка) در کشور روسیه و در اوبلاست پسکوف واقع شده‌است.